# Santa Helena (Santa Catarina)
Santa Helena is een gemeente in de Braziliaanse deelstaat Santa Catarina. De gemeente telt 2.484 inwoners (schatting 2009).

## Aangrenzende gemeenten
De gemeente grenst aan Belmonte, Descanso, Iporã do Oeste en Tunápolis.

### Landsgrens
En met als landsgrens aan de gemeente San Pedro in het departement San Pedro in de provincie Misiones met het buurland Argentinië.